# Gorzeń Dolny
Gorzeń Dolny is een dorp in de Poolse woiwodschap Klein-Polen. De plaats maakt deel uit van de gemeente Wadowice en telt 458 inwoners.